# Dichromodes mesozona
Dichromodes mesozona är en fjärilsart som beskrevs av Louis Beethoven Prout 1910. Dichromodes mesozona ingår i släktet Dichromodes och familjen mätare. Inga underarter finns listade i Catalogue of Life.